# Kosa Nag
Kosa Nag (Kaiser Nag) és un llac de muntanya i punt de pelegrinatge, a Caixmir, Índia, al sud de Srinagar, a la cara nord de les muntanyes Fateh Panjal. El llac té un km de llarg i la meitat d'ample i s'alimenta de la neu fosa i origina el riu Veshau, afluent del riu Jhelum. És venerat pels hindús amb el nom de Vishnu Padh.